# أحمد السريع
أحمد السريع (1935 - 29 سبتمبر 2023م)، هو ممثل سعودي، يُعد من أوائل الممثلين الذين دخلوا المجال الفني في بداية ستينيات القرن العشرين، وقدم العديد من الأعمال الفنية. عمل مدرسا في إحدى مدارس المملكة العربية السعودية.

## وفاته
توفي الفنان أحمد السريع يوم الجمعة 14 ربيع الأول 1445هـ الموافق 29 سبتمبر 2023م عن عمر ناهر السابعة والثمانين.

## أعماله
- وينك يا درب الغنيمة 2002 - مسلسل
- طاش ما طاش 1997 - 2000 مسلسل
- عائلة أبو رويشد 1998 - مسلسل (ضيف شرف)
- أحلام ضائعة 1997 - مسلسل (ضيف شرف)
- الغربال 1994 - مسلسل
- حكاية قصيرة 1991 - مسلسل
- حمود و محيميد 1987 - سهرة تليفزيونية
- بنتي 1977 - مسلسل(ممثل)
- نورة 1977 - تمثيلية
- بنتي 1974 - تمثيلية
- أيام لاتنسى 1974 - مسلسل
- أحلام سعيدة 1972 - مسلسل